# Agencija za zaštitu životne sredine Sjedinjenih Država
Agencija za zaštitu životne sredine Sjedinjenih Država (engl. United States Environmental Protection Agency, EPA, USEPA) je agencija federalne vlade SAD, koja je formirana s ciljem zaštite ljudskog zdravlja i životne sredine putem donošenja i sprovođenja regulacija baziranih na zakonima koje je odobrio američki kongres. Osnivanje EPA je predložio predsednik Ričard Nikson i počela je sa radom 2. decembra, 1970. nakon usvanja predloga u parlamentu i senatu. Agenciju predvodi njen administrator, koga imenuje presednik i odobrava kongres. Trenutni administrator je Scott Pruitt. EPA nije kabinetski departman, mada se administratoru normalno daje kabinetski rang.

## Spoljašnje veze
- Званични веб-сајт
- Air-epa.org: Air and Radiation — Partnership between EPA and Office of Air and Radiation (OAR) to prevent air pollution.
- RadNet — EPA's nationwide radiation monitoring system
- CLU-IN.org Архивирано на веб-сајту  (3. јул 2022) — Haz Waste Site Cleanup Information by US EPA Technology Innovation Program.
- FuelEconomy.gov